# 深田えいみ
深田 えいみ（ふかだ えいみ、1998年3月18日 - ）は、日本のAV女優、実業家、YouTuber、元アイドル。マインズ所属および個人事務所ICF所属。

## 来歴
2016年よりアイドルグループ「B少女戦士ゴーファイガー」のメンバー「天海こころ（あまみ こころ、1998年3月3日生）」として活動する（後にアイドル活動はAV女優に向けてダイエット及び場慣れのために事務所の指示で行っていたことを告白している）が、加入3カ月でグループが活動を休止。その後は『週刊大衆』2017年2月20日号でヘアヌードを披露し、『ランク王国』（TBS）のモデル兼リポーターなどを務めた。
2017年2月、SODクリエイトの「青春時代」レーベルから専属女優としてAVデビュー。同年5月で専属が終了し以後は企画単体女優として活動。その後、半年間の休養期間に入るが、この期間に整形と豊胸を行った。後に自著で自分の顔にコンプレックスがあり整形費用を稼ぐ為にAVデビューした事を明かしている。また、天海時代はアイドル時代も含め売れない下積み時代であったが、この時期があったからこそ今があると述べている。
2018年11月、「深田えいみ」として再デビュー。企画単体系新人としては異例ともいえるスピードで『月刊FANZA』4月号の表紙に抜擢された。のちに当人はこの転換期を「フルモデルチェンジ」と呼称している。
2019年から後述の専属女優となるまでの間は月1本程度の割合で自身の出演作の脚本を執筆し、採用されていた。当時の出演ギャランティーは1本約60万円。
2020年2月、週刊プレイボーイ・AVライター選定「2020エロデミー賞」主演女優賞を受賞。同年『月刊FANZA』4月号で発表された「AV女優!2020冬」女優総合部門1位を獲得。
2020年7月、第4期イベルトガールに高橋しょう子、明里つむぎとともに就任。
2020年8月、月刊FANZA発表2020年上半期AV女優ランキング1位獲得。同誌発表「このAV女優がすごい!2020夏」女優部門2位獲得。2020年12月、「FLASH 2020年現役最強セクシー女優BEST100」読者投票・第1位選出。
2020年12月、公式YouTubeチャンネル『どうも、深田です。』を開設（それ以前にもレペゼン地球やラファエル、てんちむの動画に出演している）。1年間の出演DVD総売り上げで決定する、FANZA発表2020年年間AV女優ランキング3位を獲得。
2021年1月、新たな公式YouTubeチャンネルを開設。同チャンネルはインフルエンサーパワーランキングにおいて2021年上半期新設開設第3位を記録。2021年4月に発表されたアサヒ芸能「2021現役AV女優SEXY総選挙」で第13位。2021年8月発表「読者300人が選んだFLASH 2021セクシー女優ランキング」読者投票19位。
この頃、WILLグループと出演ギャランティー1本約70万円、月間12本、年間総作品数144本という契約を結ぶ。しかしハードワークに体が持たず、本人の希望もあり、契約途中で契約形態を変更。後述のMOODYZ専属契約へと移行する。
2021年10月19日発売作品よりMOODYZ専属女優となり、2022年6月より撮影は月1本となるが、メーカー専属ということでギャランティーは1本約550万円となった。株式会社エビリーが同年末に発表した「2021年の新人YouTuberランキング登録者数トップ10」において第2位を獲得。

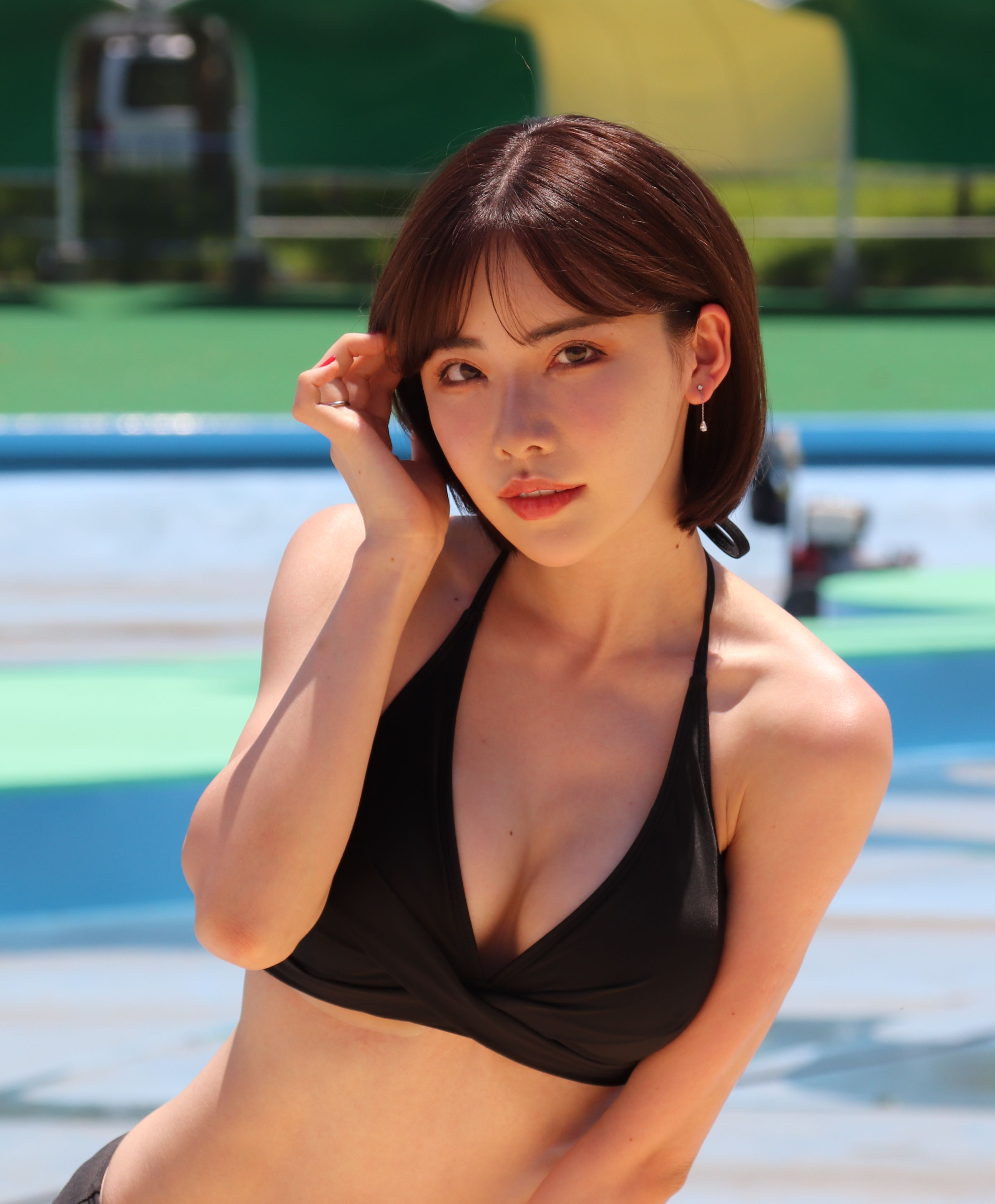
近代麻雀水着祭2022

2022年5月に発表されたアサヒ芸能「2022現役AV女優SEXY総選挙」で第7位。同年8月27日から28日にかけて、24時間無料ハグ会を東京・渋谷で開催。1000人以上が長蛇の列を作った。2023年5月13日から14日にかけて、24時間無料ハグ会を大阪で開催。東京を上回る3221人へのハグを記録した。

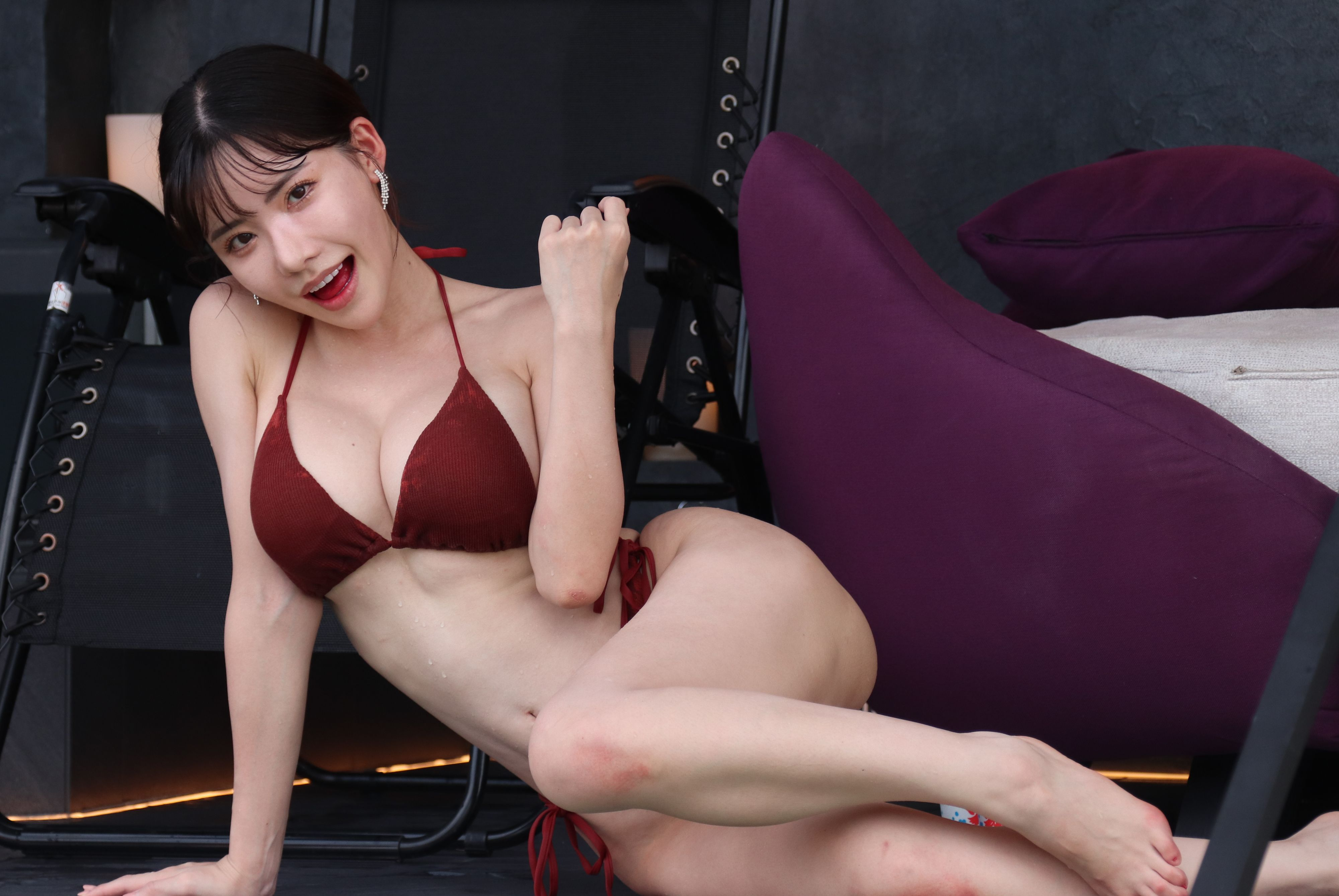
近代麻雀水着祭2023

2023年5月17日、FALENOへ専属メーカーを移籍することを自身のYouTube、FALENO公式YouTubeで発表。専属移籍第一弾『世界が一変する本当の性交 深田えいみ』は同年9月23日週、FANZA通販フロアランキングで初登場3位を記録。該当作は約1年ぶりの撮り卸し作品となった。
同年8月26日には『24時間TV ハグは地球を救う-世界で1番抱かれるプロジェクトin名古屋-by深田えいみ』を開催。同年9月までに所属事務所をフォーティーフォーマネジメントからマインズに移した。
10月9日週FANZA通販フロアランキングにて、『AV初の限界羞恥！SEX直前5秒前までSNSで生配信したら、恥ずかしさのあまり全身がクリトリスみたいに敏感になりました 深田えいみ』が初登場1位を記録。11月6日週同動画ランキングでも3位にランクイン。
2024年4月にはショートヘアからロングヘアにイメージチェンジし、同年5月にはその姿で参加した「近代麻雀水着祭」での投稿写真がSNSを中心に話題となった。同年12月、YouTubeチャンネルの収益化が停止されたこと、最高月収1000万円であることを公表。

## 人物
- 異なるプロフィールがいくつかある。
  - XCITYプロフィールでは、生年月日:1998年3月3日、出身地:栃木県、B:80・W:60・H:86としている。※「天海こころ」名義[41]
  - XCITYプロフィールでは、生年月日:1998年3月18日、出身地:栃木県、B:B88(E-65)・W:59・H:91としている。※「深田えいみ」名義[42]
  - FANZAプロフィールでは、生年月日:1998年3月3日、出身地:東京都、B:80・W:60・H:86としている。※「天海こころ」名義[43]
  - FANZAプロフィールでは、生年月日:1998年3月18日、出身地:東京都、B:B88・W:59・H:91としている。※「深田えいみ」名義[44]
  - なお2024年時点の公式発表である生年月日「1998年3月18日」は2022年に自身のYouTubeチャンネルで運転免許証の生年月日欄を公開し、詐称でないことを証明している。
- SでもMでもないが、男性の反応を見るのが楽しいため、どちらかと言えば攻めるほうが好き。
- デビュー作のジャケットでメガネ姿（作品内では裸眼が多い）だったため、以降の作品では7割近くメガネ姿を求められるという。なお実生活でも視力が悪くメガネをしている。そのメガネ姿から「文系女子」と付く作品タイトルが販売メーカー問わずあり、週刊プレイボーイでは「文系風俗嬢」の二つ名で紹介された。
- AVライターの東風克智は「韓流アイドルのような美形」と評している[45]。
- 芸名「深田えいみ」はフォーティーフォーマネジメント社長が考案。深田姓の女性に美人が多いことから苗字に採用。下の名前は社長の初恋の人物から採った[34]。覚えやすく変換しやすいことで深田本人も気に入っている[34]。
- 韓国風メイクをしていることから著名モデルに写真が拡散されて以来、ツイッターのフォロワーが30万人に急増（2019年9月現在）[46]。
- 得意技は抜いても抜いても再び勃たせる“神フェラ”[47]、ローリング手コキ[47]、ホッピングM字騎乗位[47]。
- Twitterにおいては、自身のツイートへの返信欄が予想に反して大喜利と化し、自ら「大喜利お姉さん」と名乗るようになった。そして、2020年（令和2年）8月17日にTwitterの企画で｢RTの数だけ七味をかけてどん兵衛を食べる｣という企画で6.2万RTを達成してしまい、その分だけ七味をかけて食べるシーンを映さず大炎上。トレンド入りを記録し、その後マネージャーに食べさせる動画を公開しさらに炎上。その後レペゼン地球が七味を貰い、焼肉屋に寄付をした[48][49][50][51][52]。2020年10月には大喜利の内容をまとめ、自伝的内容を含めた著書を講談社から発売した[53]。同年11月、「大喜利AV女優」の単語が週刊プレイボーイ選定・2020年AV流行語大賞第1位に選ばれる[54]。
- 小学校低学年時代、母親が看護師且つ自身も看護師志望で性知識が豊富な友人から性について教わったがそのせいで小学生から中学時代は男性器が怖く、男性を好きになっても性に関することが垣間見えると拒絶するタイプだったという[14]。深田は振り返って「自分に自信がなかったから」だと答えている[14]。
- デビューのきっかけは高校卒業間近に後の所属事務所からオンラインでスカウトされた事。実際に会って話を聞き受ける事にしたのち、両親と学校にすぐばれてしまい父親と学校に反対されたが母親は理解を示してくれたため、上京して上記のアイドル活動を始めた。母親は深田のYouTubeチャンネルに登場したこともある。
- 2020年には美容皮膚科を開業するなど実業家としても活動する[55]。
- 趣味:ダイエット、ボクササイズ、華道[41]。食べる事[42]。美容、筋トレ、ゲーム[44]。

## 作品

### アダルトDVD

#### 「天海こころ」名義
2017年
- 「私、可愛くなりたいんです。」天海こころ 18歳 SOD専属AVデビュー（2月2日、SODクリエイト）
- 「私、もっと気持ちいいことが知りたいです」 天海こころ 初めて尽くし4本番（3月18日、SODクリエイト）
- 「私の顔を大好きな精子で汚してください」天海こころ 19歳 特濃ザーメン顔射12発（4月20日、SODクリエイト）
- 「中出しって気持ちいいんですか?」 天海こころ 19歳 初中出し解禁（5月18日、SODクリエイト）
- 電撃移籍! 天海こころ 無垢解禁（10月25日、無垢）
- 友達の前で犯されるレズビアン女子校生（11月19日、ビビアン）
- あの日からずっと…。緊縛調教中出しされる制服美少女（12月25日、無垢）

2018年
- マジックミラー号ハードボイルド 1秒に19回の激スマシンバイブで人生初のポルチオイキを体験して潮を吹きまくった彼女さんはデート中の彼氏を裏切ってデカマラを自分から挿入してしまうのか!?（1月25日、SODクリエイト）
- 淫乱な母親に育てられた娘 「お母さんが、家に男のひとを連れて来るようになりました…」（1月26日、オーロラプロジェクト・アネックス）
- (ハッシュタグ) 制服が似合いすぎる美少女はボクのカノジョ Vol.006（2月2日、プレステージ）
- のりこちゃん 修学旅行生 マジックミラー号 修学旅行で処女卒業！（3月2日、SODクリエイト）
- 修学旅行で東京に来たイモだけど超絶かわいい田舎女子○生を「東京案内してあげる」とダマして中出し、お友達を電話で呼び出させてその娘もレ○プ 3（2月8日、サディスティックヴィレッジ）
- SEXの体位のリハーサルで、マ○コをラップでガードして素股をさせられ、狙ったのか偶然なのか、結局挿入されてナマ中出し!それでも「そんなの当たり前だから」と言われ泣き寝入りするしかないサディスティックヴィレッジの女AD 2（4月12日、サディスティックヴィレッジ）
- 父の日にうぶな愛娘と近親相姦!! 母さんほどに成長したおっぱい、チラ見えパンティにフル勃起! 許されない事だからと素股までのつもりが娘のトロトロ桃色ま●こにぬるっと入っちゃった!（5月25日、SCOOP）
- お兄ちゃんが大好き過ぎる妹のニーハイパンチラ誘惑（7月6日、クリスタル映像）

#### 2018年
- 追撃フェラの達人 発射後チ○ポも即復活! おしゃぶり大好き現役女子大生AV出演! 深田えいみ（11月7日、プレミアム）[56]

#### 2019年
- 拘束男をひたすらヌキまくる逆レ●プ痴女 強制射精スペシャル 深田えいみ（2月25日、kawaii*）
- 文系女子が風俗で出てきて想像以上のテクでヌカれまくった件。 深田えいみ（3月1日、MOODYZ）
- 追撃フェラの達人ふたたび 射精させた10発ぜ～んぶごっくん! 深田えいみ（3月7日、プレミアム）[57]
- 旦那が喫煙している5分の間義父に時短中出しされて毎日10発孕ませられています…。 深田えいみ（3月13日、溜池ゴロー）
- 僕を助けてくれる幼なじみがいじめっこに犯されているのを見て勃起した 深田えいみ（3月13日、MOODYZ）
- 文系女子がこっそり即ズボ誘惑囁き時短中出し 深田えいみ（3月26日、本中）
- 絶対領域愛しのニーハイ制服美少女 深田えいみ（4月1日、MOODYZ）
- 酔うと誰のチ○ポでもしゃぶりたくなるフェラ魔に豹変!!名古屋で有名なお嬢様育ちの箱入り妻（4月11日、コスモス映像）※「えみ」名義
- 身動き出来ない美女を徹底輪姦 ギロチン中出し肉便器（4月13日、MOODYZ）
- 彼女の妹に愛されすぎてこっそり子作り性活（4月25日、本中）
- 誘惑 (ハート) 歯科クリニック（4月26日、ドリームチケット）
- 中年オヤジに種付けプレス調教される従順メイド（5月7日、Befree）
- 囮捜査官エイミ -ヤリサー潜入中出し編-（5月7日、プレミアム）
- はじめて彼女ができたので幼なじみとSEXや中出しの練習をする事にした（5月13日、MOODYZ）
- 私、実は夫の上司に犯され続けてます…（5月13日、溜池ゴロー）
- エッチしてる時もしてない時もず～っと乳首を責めてくるエスちゃんとの乳首コリコリされっぱなし同棲生活（5月14日、アリスJAPAN）
- 性を貪る痴女ナース（5月25日、GENEKI）
- 超高級中出し専門ソープ（6月1日、MOODYZ）
- 濃厚親父×姉妹洗脳 私達、新しいお義父さんの性玩具。（6月7日、プレミアム）
- 「もう射精してるってばぁ」メンズエステ連続射精・追撃男潮!!汁搾り出し絶頂コース（6月13日、MOODYZ）
- あの日、大学の飲み会が中出し輪姦サークルに変わった。（6月25日、本中）
- 朝がくるまで射精させる種搾りプレス（6月25日、痴女ヘブン）
- M男調教（6月25日、GENEKI）
- 彼女の上京NTR Part.2 カメラマンになる夢を抱いて上京し、都会の男に身も心も奪われた僕の文系彼女（7月1日、MOODYZ）
- 絶対的上から目線で巨乳痴女が淫語コントロール 射精を支配される究極主観JOI（7月1日、Fitch）
- 美人で照れ屋なボクの彼女がなんとも嬉しい宅コスレイヤーだった!?コスプレえいみのえちえちしちゃうぞ!!（7月5日、クリスタル映像）
- 乳首イジリ特化型クリニック（7月7日、プレミアム）
- おれの最愛の妹が中年オヤジとの望まない結婚を強いられた（7月13日、MOODYZ）
- 彼氏と喧嘩し締め出された隣人の薄着姿があまりにもエロいので…（7月19日、DOC）
- 深田えいみが蛇舌フェラで舐め回し何度も篠田ゆうがデカ尻騎乗位で跨り美尻ピストンで枢木あおいが犯す逆4Pスペシャル（7月25日、痴女ヘブン）
- 文系お姉さんにごめんなさい射精!中出しをするために何度も何度も謝り続けた僕。（7月25日、本中）
- 聖水領域 DQN先輩にお漏らし調教された女子○生は透き通った太ももを濡らす。（7月25日、ダスッ!）
- 積極的に魅了してくる -深田えいみ-（7月25日、GENEKI）
- ベッドの下NTR ある日、片想い中の文系幼馴染が僕をベッドの下に潜り込ませて嫌いな男とのイチャラブSEXをニヤニヤ見せつけてきたのにショックと同時に我慢汁が溢れた。（8月1日、MOODYZ）
- え…お姉さん!?彼女と間違って即ズボ 突然のチ○ポに発情して中出しを求め続けられた僕（8月1日、ワンズファクトリー）
- イジメから守ってあげるから、放課後わたしの性奴隷になってよ。（8月7日、プレミアム）
- 妻が社員旅行で家にいない間に巨乳で可愛い妻の妹を犯し中出ししまくった5日間の調教記録（8月13日、Fitch）
- 彼女が目を離した一瞬の隙を狙って時短フェラでこっそりヌイちゃうぞ（8月19日、kira☆kira）
- 至近距離に彼女がいるのに耳元でコソコソ口説いてくるささやき誘惑中出し（8月25日、本中）
- 激レア素人ちゃんを連れてきた。vol.05 韓国ハーフのオルチャン現役美乳モデル・えいみさん（20歳)&元お天気キャスターの美人ママ・れいかさん（29歳）（8月25日、激レア素人ちゃん/妄想族）
- 人生に1度だけあるモテ期がきたので片っ端から告って4人のツンデレ彼女達とハーレム同棲生活をした記録。（9月1日、MOODYZ）
- 本番中出しOK!乳首責め特化型ニューピンサロ（9月1日、ワンズファクトリー）
- 無垢な妹を種絞りモンスターに育ててしまったボクの懺悔の記録。（9月7日、プレミアム）
- 純愛NTR キミの親友君、私の事が好きみたい、でも私はキミが好きだから私のこと寝取ってくれないかな?（9月13日、MOODYZ）
- 1ヶ月間禁欲し彼女のいない数日間に彼女の妹と孕むまで一心不乱に中出ししまくった合計8回の密着性交!（9月13日、アイデアポケット）
- 新婚の僕が出張先で女上司とまさかの相部屋 朝から晩まで性奴隷にされた逆NTR（9月13日、Fitch）
- 美乳の彼女が巨漢センパイに圧迫固定で寝取られ中出しされた時の話です（9月25日、kawaii*）
- 子作りしたいサキュバス時間を止めて人間世界の女から男を寝取って強制勃起・連続射精!! 「もう精子出ないってばぁ!」時間停止して何度も中出し!!（9月25日、本中）
- 愛されすぎてイッてるのに止めてくれないツンデレ痴女姉妹（9月25日、ダスッ!）
- 抵抗できない状態で男潮を吹かせる高級M性感へようこそ（9月25日、痴女ヘブン）
- 転職先の年下女上司に勤務中ずっと弄ばれ続けている新人の僕（9月25日、マドンナ）
- 美乳の彼女が巨漢センパイに圧迫固定で寝取られ中出しされた時の話です（9月25日、JET映像）
- 深田えいみ GENEKI 総集編 4時間（9月25日、GENEKI）※単体ベスト
- 霊姦少女外伝トイレの花子さんVS屈強退魔師悪堕ちマ○コに天誅ザーメン連続中出し（10月1日、MOODYZ）※Blu-ray 同時発売
- レズビアンに囚われた女潜入捜査官（10月7日、ビビアン）
- 夫婦の子作りセックス後、義姉から中出し誘惑されています。（10月7日、プレミアム）[58]
- 深田えいみ 初BEST 8時間（10月7日、プレミアム）※単体ベスト
- 童貞を卒業しに行ったソープで出会った年上のお姉さんとおれのどエロすぎて切ない初恋（10月13日、MOODYZ）
- 本番なしのマットヘルスに行って出てきたのは隣家の高慢な美人妻。弱みを握った僕は本番も中出しも強要!店外でも言いなりの性奴隷にした（10月13日、溜池ゴロー）
- 痴漢ダメ絶対。完全版（10月13日、無垢）※Blu-ray 同時発売[58]
- 深田えいみ8時間BEST（10月13日、MOODYZ）※単体ベスト
- 友達のお父さん専門デリヘル 娘から嫌われるキモお父さんをひたすらヌキまくり!放課後ギャルデリ（10月19日、kira☆kira）
- 新・世界一早漏男×深田えいみの金玉がスッカラカンになるまで発射し続ける連続ぶっかけ＆大量中出しSEX（10月19日、Rookie）
- No.1 All Perfect 深田えいみ 8時間（10月19日、Rookie）※単体ベスト
- グラビアアイドルの彼女が親父プロデューサーに寝取られ種付けプレスされていた。（10月25日、ダスッ!）
- ～媚薬で担任女教師をだまらせるつもりが… コンドームが破れるほどの高速騎乗位中出しで痴女られ続けた僕。（10月25日、本中）
- 催眠洗脳NTR 親友の彼女に催眠をかけてイチャラブ同棲ごっこをして孕ませまくった。（11月1日、MOODYZ）
- 「もうイッてるってばぁ!」状態で何度も中出し!（11月1日、ワンズファクトリー）
- メスイキ体質にしてあげる 乳首もアナルもぜ～んぶ開発!!男潮吹きフルコース（11月7日、プレミアム）
- 人気同人サークル「バス停シャワー」と初実写化コラボ!!原作・桂井よしあき「夏、妻の選択…」寝取られ巨乳妻の欲負けNTR（11月7日、マドンナ）※Blu-ray 同時発売
- 即ヤリ専門!入室5秒で悩める絶倫M男君をビンビンにさせる派遣お姉さん 深田えいみ 21歳（11月7日、DANDY）
- 治験バイトに行ったら…まさかの勃起薬!ハーレム状態で何度も勃たされひたすらヌかれ続けた。（11月13日、MOODYZ）
- 絶倫の素人男性宅に何発でも中出しOKの痴女の天才 深田えいみを派遣します。（11月13日、E-BODY）
- 鍵を落とす人妻（11月13日、溜池ゴロー）
- 男子は僕一人だけ!水泳部の合宿で巨乳の先生と先輩達にたっぷりシゴかれ初体験がドリーム大乱交（11月13日、Fitch）[59]
- 鬼畜義父の姉妹調教 母の再婚相手の性玩具に成り果てた姉妹（11月15日、DOC）
- 姉ちゃん!頼むから勉強のジャマするのヤメてくれ!! 姉貴のフェラチオの練習台にされたボク 誤爆中出し編（11月19日、MVG）
- 彼女のお姉さんは巨乳と中出しOKで僕を誘惑（11月19日、OPPAI）
- コリアン留学生ギャルの彼女と生ハメしまくり中出しチュセヨ!（11月19日、Kira☆Kira）※「ソナ」名義
- 【エロ神認定】スタイル抜群の変態娘に媚薬を飲ませゴム無しOKのはいぱーサセ神様になりましたww（11月19日、チキチキカマー/妄想族）
- 憧れのカノジョ 深田えいみ（11月22日、クリスタル映像）※単体ベスト
- 拘束男をひたすらヌキまくる逆レ●プ痴女2 射っても射っても止めない種搾り中出しプレス（11月25日、kawaii*）
- 大久保で予約の取れない人気店! ナマ本番が絶対ヤレる最高級コリアン中出しエステ店（11月25日、本中）
- 深田えいみ全部中出し22本番48発射（11月25日、本中）※単体ベスト
- 小悪魔挑発美少女（12月1日、MARRION）
- 幼馴染に男装がバレて、レイプの日々が始まった。（12月7日、アタッカーズ）
- 向かい部屋の人妻（12月7日、マドンナ）
- 深田家は即尺デフォルト時短セックス（12月7日、桃太郎映像出版）
- 性交クリニックファン感謝祭 2019 7性交×ノースキン中出し性交処置×235分SP!!（12月12日、SODクリエイト）
- 欲求不満な団地妻と孕ませオヤジの汗だく濃厚中出し不倫（12月13日、溜池ゴロー）
- オフィスで誘惑するパンスト痴女OL（12月13日、GENEKI）
- 憧れの制服ギャルに激睨みされながら…犯ス。（12月19日、kira☆kira）
- 美少女中出し島 10周年大感謝祭スペシャル!!超ハイテンション中出し大乱交（12月25日、本中）

#### 2020年
- チ○ポがクスクス笑っちゃう!射精後ビンカン亀頭責め2度出しピンサロ（1月1日、MOODYZ）
- 夫が四日間不在の間、生徒と夢中で中出ししまくった女教師（1月7日、Befree[60]）
- 催眠アプリで人気局アナを完堕ち洗脳凌辱（1月7日、アタッカーズ）
- 綺麗なお姉さんの極上フェラ（1月7日、プレミアム）※Blu-ray 同時発売
- こんな野外で?!顔射後も止めない突然の笑顔しゃぶりで連続2回おねだり女子○生SP（1月23日、ナチュラルハイ）
- 淫語女子アナ20 文系エロ穴深田えいみSP（1月23日、ROCKET）
- 深田えいみ30コーナー8時間All痴女ベスト（1月25日、痴女ヘブン）※単体ベスト
- チ○ポ食い痴女教師-餌食になった10人の生徒-（1月25日、GENEKI）
- 刑期5年を終えた元カレのムショ明け禁欲絶倫チ○ポに僕の婚約者が堕ちた寝取られ映像（2月1日、MOODYZ）
- 社員旅行先の民宿で女上司に何度も中出しをしてしまったボク…。 ～婚約者（キミ）がすぐそばにいるのに、誘惑には勝てなかったよ～（2月7日、プレミアム）
- ヤリマンワゴンが行く!!ハプニング ア ゴーゴー!!深田えいみとリズの珍道中（2月7日、桃太郎映像出版）
- 隣人の情婦になってしまった妻22（2月7日、JET映像）
- 陰キャ美少女は、担任に犯されてもイキまくる 陰キャになら何してもいいんじゃないか?（2月13日、無垢）
- お色気P●A会長と悪ガキ生徒会（2月20日、グローリークエスト）
- ボクが女なの会社には黙ってて貰えますか? 男装がバレたボクは上司を口封じする為、夜通し痴女りました。（2月25日、ダスッ!）
- ヤラれたらヤリ返す!!隣人に犯されSEXに目覚めたリベンジ逆レ○プ妻（2月25日、マドンナ）
- 声出したら中出し!美少女孕ませきもだめし林間学校（2月25日、本中）
- 「制服・下着・全裸」でおもてなし またがりオマ○コ航空12 中出し便（3月12日、SODクリエイト）
- すぐそばに彼女がいるのに巨乳を密着させて誘惑してくる 文系妹はささやき淫語痴女（3月13日、Fitch）
- 週10回はセックスする性豪 深田えいみに170時間の強制禁欲! ムラムラMAX状態の彼女にチ●ポを与えたら理性ぶっ飛び!ケダモノ生ハメ性交（3月13日、E-BODY）
- Let me help you jerk off!! アナタのオナニー全力でお手伝いします（3月13日、アイデアポケット）
- 深田えいみ19本番8時間BEST（3月13日、溜池ゴロー）※単体ベスト
- えいみ先生の診察 -失敗しない精子の抜き方-（3月25日、GENEKI）
- 寝取り屋痴女×逆輪姦テレビ電話 元カノが依頼した寝取り屋女に浮気現場を仕組まれて愛する今カノの目の前でハーレム逆輪姦中出し動画をテレビ電話で晒され続けた僕。（3月25日、本中）
- 田舎住まいの無防備な巨乳お姉さんと毎日ねっとり汗だく交姦。（4月11日、アタッカーズ）
- ヤリマンのママ友達も痙攣するほどイカされまくり! 性欲モンスターなんですウチの息子は…。（4月19日、ROYAL）
- 深田えいみがガチ童貞くんのお宅に突撃! 世界一エロい筆おろしテクニック濃厚初SEXドキュメント（4月25日、kawaii）
- 痴女禁止! イチャイチャして可愛い顔だけ見ていたい（4月25日、GENEKI）
- ずっとホームページでチェックしていた憧れのデリヘル嬢を何もヤルことないど田舎の僕の地元に遠方派遣させて何度も中出しした思い出（4月25日、本中）
- DQN男の部分催淫洗脳! 上半身は抵抗しているのにマ●コは痙攣を起こす程イカされるSEX（5月1日、Fitch）
- 言いなり部屋 05（5月1日、未満）
- 嫌いな義父に夜這いされて…（5月1日、ワンズファクトリー）
- 最高にかわいい美乳天使が献身的にベロプレイ! ぜ～んぶ深田えいみ 男を狂わす凄テク美女 瞬殺トルネード完結編（5月7日、桃太郎映像出版）※単体ベスト
- 記憶喪失で運ばれた見知らぬ女。婚約者だと騙して俺の玩具にした。（5月13日、ダスッ!）
- 学校にひとりはいる童貞しか喰わない変態 おっぱいを擦りつけ誘惑してくるオナホビッチ（5月19日、ROYAL）
- 牢獄痴女（5月25日、GENEKI）
- 夫が不在の7日間、大嫌いな義父にイカされ続けた私は…（6月7日、PREMIUM）
- 夫には言えない。クレーム係という仕事。（6月13日、ダスッ!）
- 温泉女将は性欲豊富 -男喰い女将の居る宿-（6月25日、GENEKI）
- コキ抜きMAX 15発 -精子放出待ったナシ!-（6月25日、GENEKI）
- レズビアンに囚われた女潜入捜査官Special ～闇の金融取引と謎の失踪事件を追え!～（7月7日、ビビアン）
- 寝取らせオートマタ（7月13日、ダスッ!）
- 便所晒しNTS 毎朝すれ違う憧れのお姉さんは公衆便所で晒されてる性処理肉便器オンナでした。（7月19日、エムズビデオグループ）
- 再び！子作りしたいサキュバスII青春時代編「もう精子出ないってばぁ！」時間停止して何度も中出し！！ 時間を止めて人間世界の女から男を寝取って強●勃起・連続射精！！ 深田えいみ（7月25日、本中）
- お願いされたらヤっちゃう痴女のシースルーチラリズム透けエステ（7月25日、痴女ヘブン）
- 虐められっ子の逆襲 深田えいみ（7月25日、GENEKI）
- 深田えいみは尊い。THE No.1 AV IDOL 全作品収録。（7月25日、ダスッ!）※単体ベスト
- 深田えいみのご奉仕ヤリすぎ筆下ろし メイド姿でいきなり連射ドキュメント！（8月1日、MOODYZ）
- 自分勝手にイッちゃう騎乗位ご奉仕！ 気持ち良すぎてイクイク暴走杭打ちピストン加速で腰振り制御不能！！ 深田えいみ（8月1日、ワンズファクトリー）
- 妻の買うコンドームがワンサイズ大きい-。 深田えいみ（8月7日、マドンナ）
- お願いされたら断れないおっとり天然な人妻お姉さんの無自覚な誘惑。 深田えいみ（8月13日、ダスッ!）
- オヤジを悶絶させちゃうドエロテクがい～っぱい！深田えいみBEST（8月19日、kira☆kira）※単体ベスト
- 突然の豪雨で故障したエレベーターで濡れ透け巨乳に痴女られたボク 深田えいみ（8月19日、OPPAI）
- 妊活のために溜めた僕の大事な精子を金玉カラになるまで無駄撃ちさせちゃう近所で噂のノーブラ透け巨乳若妻‘えいみ’さん 深田えいみ（8月13日、E-BODY）
- 今年、最もズリネタにされた女 深田えいみ8時間BEST（9月1日、ワンズファクトリー）※単体ベスト
- fast food Sex-気軽に楽しむNTR- 深田えいみ（8月25日、GENEKI）
- 姉の挑発を真に受けた童貞弟がイッてるのに気づかず爆走ピストン 深田えいみ（9月1日、MOODYZ）
- 顔は両親。お尻は弟！親の死角で絶倫弟のチ●ポを尻グラインドで何度も抜きまくる小悪魔な姉 深田えいみ（9月1日、ワンズファクトリー）
- 31本番で56発中出しさせられるのは深田えいみぐらいじゃない？（9月7日、プレミアム）※単体ベスト
- クズな中年オヤジが隣りに越してきた女子大生を自分の部屋に監禁して性処理玩具にした話。 深田えいみ（9月7日、アタッカーズ）
- 半グレ夫を持つ誘惑人妻の肉体がエロすぎて… バレたら人生終わりの命がけ寝取り中出し 深田えいみ（9月13日、E-BODY）
- 兄の前では冷たいお義姉さんと実はセフレのツンデレ同居生活 深田えいみ（9月13日、溜池ゴロー）
- 陰キャ美少女は、担任に犯●れてもイキまくる2 素直になれお前はたぶん世界一エロい 深田えいみ（9月13日、無垢）
- 親友の彼氏をカラダ超強調マイクロミニワンピで無自覚誘惑しちゃうビッチギャル 深田えいみ（9月19日、kira☆kira）
- 媚薬精液を巨乳ぶっかけキメパコ絶倫大乱交 キマるザーメン膣内注入！213発！！ 深田えいみ（9月19日、OPPAI）
- 深田えいみの深イキ イッてもイッてもイキまくる痙攣絶叫失神ファック もうイッてるってばぁ～の向こう側（9月19日、ROOKIE）
- 帰宅困難になった巨乳生徒と巨根教師が誰もいない学校でひたすらセックスに明け暮れた台風の夜 深田えいみ（9月25日、kawaii）
- 一ヶ月禁欲生活で溜まりに溜まった性欲爆発ハメ撮りドキュメント 深田えいみ（9月25日、ダスッ！）
- Re:start-デビューした時の私へ- 深田えいみ（9月25日、GENEKI）
- 2062年の子作りセックスドールと未来の新婚生活 深田えいみ（9月25日、本中）
- 合体！抜けない！？～交尾したまま日常性活～ 深田えいみ（10月1日、MOODYZ）
- 深田えいみ4時間SUPER BEST（10月7日、BeFree）※単体ベスト
- 妻とのセックスレスに悩む僕は、あの日から義妹と肉体関係になった。 深田えいみ（10月7日、アタッカーズ）
- 睡眠姦調教 お姉ちゃん観察100日思い出記録 深田えいみ（10月13日、ダスッ！）
- 「先っぽ3cmだけなら」とOKしてくれた兄嫁に挿入のはずが… 気持ち良すぎて兄貴よりズッポリ奥までハメてDNA上書き孕ませ 深田えいみ（10月13日、溜池ゴロー）
- 真夏の海と痴女とナンパ2 深田えいみ（10月25日、GENEKI）
- 素人男子君、AV現場へようこそ！ 人気AV女優深田えいみと子作り新婚生活で受精体験！！ （10月26日、本中）
- 俺に愛情のない浮気妻を媚薬チ●ポでメロメロにしたあげく中出ししまくって孕ませる！！ 深田えいみ（11月2日、MOODYZ）
- 憑依おじさんin深田えいみ 色白巨乳娘を乗っ取り、代わりに彼氏と情交。（11月13日、ダスッ！）
- 禁欲して感度爆上がりしきった体を一気にドSキメセク性欲開放してスーパーオーガズムSEX 深田えいみ（11月19日、ROOKIE）
- 男だらけのシェアハウスに深田えいみ！？優しすぎるエロさ。まさかまさかの大乱交でヌカれ続けました。（11月19日、ROYAL）
- こっそり内緒でオフィスでエッチ 深田えいみ（11月25日、GENEKI）
- 欲求不満お姉さんと射精大好きマサオ君がまさかの相部屋！ホテルでオネショタ中出しヤリまくった…！ 深田えいみ（12月1日、ワンズファクトリー）
- 夏休みのムラムラお姉ちゃん達の性玩具にされちゃったボク 深田えいみ 星奈あい（12月7日、プレミアム）
- 敗北処刑人 ダークヒロイン逆襲レ●プ 深田えいみ（12月7日、アタッカーズ）
- 夫婦で挑戦！深田えいみの凄テクで夫が2回イカされたら妻が寝取られナマ中出しSEX！（12月13日、はじめ企画）
- 忘年会で飲みすぎたバイト先の人妻を僕の家で介抱することに。部屋着に着替えた人妻さんの破壊力にたまらず、絶倫のボクは一晩中ハメまくった。 深田えいみ（12月13日、溜池ゴロー）
- 「ウチの彼の方が超絶倫だってばぁ！！」 彼氏スワップヤリ比べ！自慢のチ●ポを奪い合い痴女って挟み撃ち逆3Pハーレム 深田えいみ 久留木玲（12月13日、ムーディーズ）
- 欲望剥き出しの汗と愛液が滴り落ちる濃密情交。 Standard Edition 深田えいみ（12月25日、ダスッ！）
- エステで痴女に脅威のスゴテクに抜かれた 深田えいみ（12月25日、GENEKI）
- 2年目の成長記録 深田えいみ（12月25日、GENEKI）※ベスト作品集
- 身動きできない僕を焦らし続けるドS介護士の寸止め射精管理 深田えいみ パンティと生写真付き（12月26日、マドンナ）

#### 2021年
- 超絶倫弟にハメられまくる無防備な美巨乳姉 童貞弟が姉の肉体にむしゃぶりついて何度もイカせる！（1月13日、Fitch）
- バレないように痴女痴漢（1月25日、GENEKI）
- 行列が出来る中出し中毒公衆便女 濃厚オヤジの追撃種付けプレス20連発大乱交（2月1日、ワンズファクトリー）
- 女をトロットロにさせる焦らし・耳舐め・全身愛撫レズビアン（2月7日、ビビアン）
- 有名コスプレイヤーのコスプレSEX（2月13日、無垢）
- 死ぬほどヤバイSEXをしたがるガンギマビッチ！超つまらないビジネスSEX女をチ○ポ狂いのケダモノに成り下げる強○淫乱薬（2月18日、Kira☆kira）
- 義理の娘に催眠かけたら効きすぎて種付け懇願痴女になってしまった…（2月25日、本中）
- 野外倉庫で誘惑する究極美少女2(2月25日、GENEKI）
- デリヘルとは知らずに始めた出張エステでセックスを強要された巨乳女子大生（3月7日、アタッカーズ）
- クレーマー隣人妻の不倫現場を目撃して形勢逆転 夫にバレないように強制中出しサイレントレ×プ（3月13日、MOODYZ）
- 新・世界一ザーメンを大量に発射する男のぶっかけSEX（3月19日、ROOKIE）
- ホテルに連れ込みSEX三昧（3月25日、GENEKI）
- お前らのコリッコリ乳首とチ○ポを同時にWこねくりバキュームして何度も何度もヌイてやるからな！！ つぼみ 深田えいみ NEホテルに連れ込みSEX三昧 深田えいみ（4月1日、ワンズファクトリー）
- 牝堕ち女体化 親友が女になったのでレ●プした 深田えいみ（4月2日、アタッカーズ）
- はじめてのファン感謝10発射祭り！無制限中出しOK！絶倫素人（t●i●terフォロワー本気ファン）宅にヌキの天才‘深田えいみ’を派遣します。（4月13日、E-BODY）
- 抵抗できない状態で中出し・連続射精・追撃男潮吹かされ気絶するまで痴女られた僕。 深田えいみ（4月25日、痴女ヘブン）
- SNSで大人気の大喜利お姉さんが…配信中に場所を特定され拘束レ×プ洗脳堕ち（5月13日、Fitch）
- 犯○れて帰ってきた義妹の巨乳にたまらず欲情 追姦レ×プで中出しシてしまった…（5月14日、OPPAI）
- はじめは嫌いだった「こどおじ」なのに監禁されて犯されている内にだんだん気になる存在になって最後は自分から仕返し中出しSEX（5月19日、ROOKIE）[61]
- 仕事の出来ない僕をバカにしている同期の巨乳女子社員とまさかの相部屋に…童貞だけど酔っ払った勢いで巨根ブチ込んで完全ハメ堕ち服従させた話。（5月25日、kawaii）[61]
- 朝比奈ななせレズ解禁 初レズは憧れの深田えいみちゃんといっしょ！（6月7日、ビビアン）
- 美人レイヤーと体液ガブ飲みおじさんの地方ラブホ媚薬キメパコ個撮映像【唾液ダラダラDキス】【美アナル鬼ドリル舐め】【連続挿入マ○コ精子漬け】（6月13日、ムーディーズ）※「Aちゃん」名義
- 社員旅行で下品な宴会ゲームをやらされて発情した同僚たちに一晩中犯された彼女（7月1日、ワンズファクトリー）
- 極・摂精の天才 深田えいみ（7月25日、GENEKI）※単体ベスト
- 電撃専属 汁・汗・潮・液・唾・涎 体液ダダ漏れ性交SPECIAL（10月19日、MOODYZ）[62]
- 「もうイッてるってばぁ！」状態のヘトヘト恍惚美女に何度も何度も限界突破アクメ中出し！！（11月16日、MOODYZ）

#### 2022年
- いきなり突撃 M男の住む自宅や職場で射精させまくり痴女性交（1月18日、MOODYZ）
- 手コキを駆使して成績と射精を管理してくるハンドテク家庭教師（2月15日、MOODYZ）
- 陰キャ美少女は、担任に犯されてもイキまくる3 人生捨てた先生がエロいことなんでもしてやる シリーズFANZA総売上15万部越え！大人気サークル『青水庵』の話題作完結編！（3月15日、MOODYZ）
- 「もう吹いてるってばぁ！」深田えいみの逆ナン逆レ●プ痴女ドキュメント 拘束され身動き出来ず、いきなり連射＆男潮で犯●れちゃったボク（4月19日、MOODYZ）
- ケダモノ女上司が出張先で仕組んだオメコ狂い相部屋 朝まで10発ヌキ尽くすマラ喰い逆NTR 深田えいみ（5月17日、MOODYZ）
- 気高き女捜査官-冷酷指令・増援が来るまで媚薬キメセク中出しに24時間耐え続けよ- 深田えいみ（7月5日、MOODYZ）
- 美しすぎるお姉さんとヨダレだくだく接吻セックス 深田えいみ（8月2日、MOODYZ）
- 催●エロテロ大炎上！暴走したリスナーと中出し上等www ＃ヤリに行ける美人動画配信者 深田えいみ（9月6日、MOODYZ）
- 人気Yo●T●b●r 深田えいみのエロコス乳首責めに耐えたら100万円！勃起したら犯●れまくって中出し（10月4日、MOODYZ）
- 歓迎会で終電を逃した僕に「先輩うちに泊まっていきます？」と肉食系の新卒女子が小悪魔な甘い囁き。誘惑に負けて何度もSEXした 深田えいみ（12月6日、MOODYZ）

#### 2023年
- 深田えいみ MOODYZ PERFECT BEST 12時間（5月16日、MOODYZ）※ベスト盤
- 精子を搾り尽くす淫乱痴女 深田えいみ（5月27日、First Star）
- 「どの私が好き？」深田えいみが様々なシチュエーションで男に襲い掛かり強●性交 職業コスプレ濃密SEX4時間（6月27日、First Star）
- 「外でしましょ」野外で男を誘惑し搾り尽くす深田えいみ 野外露出SEX（7月27日、First Star）
- 夏だ！海だ！美女が水着で逆ナンパ！250分 深田えいみ 椿りか 紗藤あゆ（8月27日、First Star）全3名
- 世界が一変する本当の性交 深田えいみ（9月13日配信開始、10月12日DVD発売、FALENO）
- AV初の限界羞恥！SEX直前5秒前までSNSで生配信したら、恥ずかしさのあまり全身がクリトリスみたいに敏感になりました　深田えいみ（10月11日配信開始、11月9日DVD発売、FALENO）
- 深田えいみのモザイクの向こう側（12月22日配信開始、2024年1月11日DVD発売、FALENO）

#### 2024年
- 手足を拘束されても睨み返してくる気の強いエージェントは、生中出しで何度膣イキしても心までは堕とさない 深田えいみ（2月9日配信開始、2月22日DVD発売、FALENO）
- 脳が蕩けるASMR×NTRの衝撃！最愛の彼女が目の前で上司にヤラれているのに、痛いくらいに勃起が止まらない 深田えいみ（3月13日配信開始、4月25日DVD発売、FALENO）
- 入学おめでとう！先生はこれからあなたたちの青臭いオチ●チンを全部いただきます 深田えいみ（5月10日配信開始、6月6日DVD発売、FALENO）
- 勃起障害には予約不要の深田泌尿器科クリニックへ 深田えいみ（8月22日、FALENO）
- 絶対的美少女の国民的お姉さん 深田えいみ 30タイトル8時間 超濃厚BEST（11月12日、ROOKIE）

### イメージDVD
- Kokoro ココロツナグエガオ 天海こころ（2017年5月4日、REbecca）※「天海こころ」名義

### ネット配信
- Cさん（2018年1月6日、俺の素人）
- こころちゃん（2018年1月19日、俺の素人）
- エロプリ盗撮からの4P撮影■池袋のプリ機内でパンツ及び乳首丸出し現行●の大学生まゆ(21)&あすか(20)を検挙！！「エロいプリクラ撮ってましたよね？」→証拠を押収し、卑猥なポーズを再現要請→溢れ出したら止まらないJD汁に友達も興奮→2人でひとつのチンコを仲良くシェア→4P記念のプリクラ撮っちゃう？www 新川優里・天海こころ（2018年1月27日、DOC/街角シロウトナンパ）
- 【完全個人撮影】ポニテが可愛いまさに理想の同級生！クラスにいたらきっと図書委員な皐月ちゃんに無許可中出し！（2018年2月25日、Gcolle/トランプマン））
- こころさん（2018年4月27日、俺の素人）
- こころさん（2018年6月4日、ゲリラ）
- 韓国が生んだ奇跡のパーフェクトボディ！コリアン騎乗位で何度もイカせて中出しさせるオルチャンハーフ現役美乳モデル えいみさん（20歳）（2019年4月11日、激レア素人ちゃん）
- ささやき隠語で男を誘惑！耳→鼻→口→顔面ベロベロ舐めまわす！かわいい顔した淫乱美少女！極上のエロテクにアソコは触れてもないのに暴発寸前！？男の弱点を知り尽くした急所責め！イッた直後に激突きおねだり！綺麗なお顔に精子を発射！最後の一滴まで搾り取るお掃除フェラで美味しくごっくん！（2019年6月1日、DOC/街角シロウトナンパ）
- 「まだイッたらだめだよっ！」 美少女に焦らされまくり！極限の勃起状態！暴発寸前の地獄の快楽！極上スロー手コキ（2019年7月5日、DOC）全10名
- えいみ（2019年7月10日、俺の素人）
- 【配信専用】絶対主観で美少女から超気持ちイイねっとりレロレロ乳首舐めされつつ、ヌルヌルゴッシゴシ手コキされ精子が枯渇寸前！ 5（2019年9月6日、DOC）全10名
- #713 Eimi（2019年9月9日、S-Cute）
- いいね！の嵐が止まらない！！圧倒的ビジュアルと妖艶ボディでいいねを総なめにするカリスマ爆エロイン○タグ○マーがナイトプールに降臨☆果実のような美尻を突き出ししゃぶりあげる極上舐めテクで男を翻弄するエロ神様！女体の芸術的な曲線美を見せつけながら一心不乱に腰を振り弓反りポーズで連続絶頂！！「いっぱい盛れた！」（2019年9月14日、DOC/街角シロウトナンパ）
- リピーター続出で予約が全く取れない激レア店員の凄テク！二人きりの密室空間で秘密の裏オプ体験！[唾液・マン汁・汗]全身を使ったご奉仕にチ○コは彼女の体液まみれ！お店に内緒で生ハメSEX！ねっとりピストンでドクドク中出し→2回戦突入！射精したばかりのチ○コを咥え込み精液吸引お掃除フェラ！！（2019年10月12日、DOC/街角シロウトナンパ）
- 間違いない絶対的美女！！T●itter & In●tagramフォロワー数40万人越え！！超極上美白の雪肌美巨乳と雪肌桃尻！！永遠にイキ続ける超敏感体質！！どっからどー見てもヌケないハズがない完全永久保存版！！エロ指数「危険」！！：朝までハシゴ酒 54 in 錦糸町駅周辺（2019年10月25日、プレステージプレミアム）
- 可愛すぎて取材殺到！アイスクリーム屋の看板娘がビッチな痴女に大変貌！ノリノリな態度で積極的に攻めまくりチ○ポをまるでスティックアイスのようにペロペロ舐めまわし味わう姿が激エロい！クビレの曲線美、綺麗な丸い美尻を眺めながら打ち付けるバックが最高に映える身体！パイ射&中出し2連発！！（2019年11月3日、DOC/街角シロウトナンパ）
- 【肉食淫乱モンスター×中出し×3連発】スポーツじゃなくてすみません…が、しかし！！安心してください！！どエロですよ！びっくりする位どエロですよ！ビンビンですよ！！精飲→中出し→顔射でぇぇ～ドォォォーン∑(゜Д゜)【スポえろジャーニー3人目かなちゃん】（2019年11月9日、Jackson/スポえろジャーニー）
- 【超最強SSS級】21歳【超大人気○○】えいみちゃん参上！？メガネとマスクで怪しさ満載！素顔を確認すると今を揺るがす超人気AV女優【深田えいみ】御本人！変装してまでやってきた彼女の応募理由は『普段、企画に縛られて自由なSEXできないので…』翼を求めて馳せ参じる！事務所には内緒&ノーギャラで出演OK！？まだ誰も見たことが無い深田えいみの本気SEX見逃すな！（2019年12月10日、ARA/	募集ちゃん）
- 【媚薬ドキュメント】オフの日に仕掛けられた罠 キメセクの快感に負けて中出し懇願する深田えいみ（2019年12月12日、ナチュラルハイ）
- マジ軟派、初撮。 1426 新宿で土下座までしてナンパした顔もスタイルも超S級の美女♪「イヤよイヤよ」と言いながらもアソコはビッショビショ♪漏れ出す声が超エロく、ハードピストンで理性崩壊♪（2019年12月21日、ナンパTV）
- えみ（2020年1月24日、しろうとまんまん）
- 【配信専用】エチエチすぎる舌技レロレロベロチュー手コキで射精待った無し！ 3（2020年2月7日、DOC）全10名
- 【配信専用】射精が止まらない！超気持ちイイ美少女手コキ！ 9 10人の美少女に手コキされまくる200分！（2020年3月6日、DOC）全10名
- 【配信専用】「あなたのチ●ポは私の物！！」超絶スケべな魔性の痴女にイジられっ放しでヤラれ放題！！（2020年7月9日、DOC）全10名
- 【配信専用】絶対射精！！気持ち良過ぎて●がバグる！！美人痴女2人が同時乳首責め！！（2020年8月13日、DOC）全12名
- こころ（2021年11月11日、シロウトタッチ）
- れいなバウアー（2023年10月29日、ぎがdeれいん）
- めい（2024年5月3日、ぎがdeれいん）

## VR

### 「天海こころ」名義
- Cちゃん（19歳）渋谷区在住 タレントの卵 B80W60H82 Cカップ（2018年1月13日、S級素人）
- 天海こころ 一生懸命なかわいいメイドと中出しSEX！ボクのことを好き過ぎるご奉仕メイドとのなんともうらやましい日常。（2018年5月21日、CRYSTAL VR）
- ヨダレ垂らし何度も変態乳首でビクビク絶頂！「もっとツネったり引っ張ったりして」乳首へねだり続け火照らせ喘ぎ手マン、びっしょり濡れクチュクチュ卑猥な音でわかる。対面挿入、常に乳首弄り痙攣昇天「上からいっぱいシて！」絶頂生中出し！ 天海こころ（2018年6月2日、ブイワンVR）
- 美少女美乳スレンダー！！「気持ちイイ？」囁き裏筋竿タマを丁寧に舐め回しフェラ「大好きぃ…もっと弄って…あぁぁ…奥に入っ…ダメ」ブルブル絶頂SEX 天海こころ（2018年11月20日、ブイワンVR）
- 天海こころ 身体は素晴らしくエッチに育ちちょっと触っただけでも大興奮からの発情!そのままヤるハメになって初めての中出しSEX!（2019年7月20日、TEPPAN VR）
- 「ねぇ…私もキスしてみたい」 キスに興味を持ち始めた幼馴染に媚薬を口に含んで接吻し続けたら…赤面汗だく、よだれ垂れ流し、パンティぐしょ濡れのセックス大好き変態キス魔に完堕ち！そのまま何度も中出しSEXし続けました（2020年9月17日、エロタイムVR）全4名

### 2019年
- 顔面舐め回し!耳舐めほじり!チ○ポ咥えまくり!いつでもどこでもフェラチオご奉仕してくれる淫亂おしゃぶりメイド（3月22日、kawaii*）
- カーセックスVR 躊躇するあなたをスレンダー美女がベロテク誘惑!（4月16日、クリスタル映像）
- 超ノリノリ女子大生に前後左右から痴女られる密着フォーメーション逆3P 深田えいみ・星奈あい（4月19日、kawaii*）
- 誘惑歯科クリニック 深田えいみ（4月26日、ドリームチケット）
- 新世代美女の凄テク射精術!口で!膣で!発射不可避のエロスキルで一日中男を満足させるSEXの天才（5月11日、KMPVR -bibi-）
- 友達の妹とエロサイト見てたらヤバい雰囲気になって…何度も繰り返すキスと超接近する薄ピンク乳首&アナルと顔めっちゃ近い超・覆いかぶさり正常位と目の前オッパイ騎乗位と耳元囁かれ&舐められ対面座位（5月30日、アリスJAPAN）
- 完全予約制No.1唾液接吻デリヘル嬢とね～っとりイヤラしい濃密性交（6月12日、KMPVR - 彩-）
- 深田えいみ 可愛いすぎる彼女にオナニー見せてとお願いしてみたッ!思わずうっとり!美人過ぎるコスプレえいみの顔ガン見オナニーからのいちゃらぶエッチ!（7月18日、クリスタル映像）
- もしも人気AV女優・深田えいみの専属マネージャーだったらエロい状況続発！ ガン見ポジションでJOI練習されたり凄テクフェラの標的にされたり現場SEXで不完全燃焼のえいみに痴女られたり… 深田えいみ（9月6日、PREMIUM VR）
- 彼女のお姉ちゃんは深田えいみ!?フェロモンムンムンで<囁き淫語・ベロキス・顔舐め>大胆誘惑されて超絶射精テクニックに完堕ちした僕。（9月13日、kawaii*）
- 誘惑お姉さん・深田えいみのいやらしい舌とよだれをた～っぷり味わえる濃厚接吻SEX VR！！ 唾液まみれになったボクのチ○ポで騎乗位絶頂＆キスしまくり精子飲みまくり生中出し（9月20日、アイデアポケット）
- K-POPデリヘルで見つけためっちゃダンシング姉妹とハーレム腰振り3P VR！！ 魅惑のHOTコ○アンファッションでゲームもサービスもSEXも私たちとた～くさんハセヨ！！ 深田えいみ・麻里梨夏（9月25日、ワンズファクトリー）
- 2人の超S級白衣の天使がボクのチ○ポを奪い合い！『2人だけの秘密だよ！こんな事するの特別だからね！』『他の人とエッチしたらダメだよ』ボクの体を嫌な顔ひとつせずに綺麗に拭いてくれたり尿瓶でオシッコさせてくれる心優しい2人の白衣の天使は…深田えいみ・大浦真奈美（10月1日、Hunter）
- ボクの自宅へ勝手に雨宿りしに来た知り合いのヤリマン3人組の女子トークを聞いていたら 誰が一番オトコ受けするかと盛り上がりボクのチ○ポで凄テク競い合うハーレム逆4P展開に!! 深田えいみ・波多野結衣・AIKA（10月10日、ナンパJAPAN）
- プールで溺れたボクを助けてくれたのは美人監視員! 人工呼吸されているとき堪らずベロキスかましたら欲求不満だったのかお姉さんはハァハァ状態に!びちょ濡れで何度も痴女られ中出し!（10月16日、MOODYZ）
- SNSで大反響となった「永遠の愛をブチ壊すウエディングプランナー」VR登場！ 新婦の隣で全力誘惑してくる巨乳美女！ドキドキ空気感と大量淫語でタップリ中出し絞り取られるボク！ 深田えいみ（10月18日、PREMIUM VR）
- 両親が2泊3日の旅行でいない間に超美人で巨乳の2人の義姉とハメまくった記録 (仮) 深田えいみ・君島みお（10月24日、Fitch）
- 大ヒット作がVRで蘇る!!拘束男をひたすらヌキまくる逆レ●プ淫語痴女 強制射精＆男潮吹かせスペシャル（10月31日、kawaii*）
- 【VR】脱がさずズラさずハメまくる新感覚コスチューム 逆バニー（11月4日、MOODYZ）
- ちょっと地味な隣りの人妻えいみさんが実は僕の推しグラドル「エイミー」だった!!糸引く唾液を絡ませながら濃密ベロキス性交VR（11月8日、マドンナ）
- 採精室でAVを見てたら本人登場！ 現役AV女優看護師が精液検査を凄テクで 手伝ってくれた◆深田えいみ（11月8日、DANDY）
- 近未来！アナタは女の性欲解消用に開発された絶倫ロボット！ チ●ポに搭載された3倍強力バイブ＆電マ機能！我慢汁は媚薬入り！人外ザーメンだから中出し放題！研究員えいみをイカせまくれ！ 深田えいみ（11月15日、PREMIUM VR）
- 唾飲みVR ベロキス・顔舐めプレミアム 深田えいみ（11月18日、SODクリエイト）
- 幼馴染から女子校の文化祭に招待された僕 耳かきリフレでトリプル手コキ！？セーラー服メイド喫茶でハーレムパイズリ！？打ち上げは僕のチ●ポ争奪パコパコ乱交！？全3コンテンツ120分HQVR（11月21日、kawaii*）全7名
- 100％自白させるド痴女看守VR 蔑んだ冷たい視線のままボクの洗ってないち○ぽを丁寧なフェラチオでかわいがり、超吸い付くマ○コで強●的にザーメン奪い取るド淫乱SEX 深田えいみ（11月21日、アイデアポケット）
- 夏休み海の家でアルバイトしていた僕 台風で電車が止まり遊びにきていた女子大生7人と雑魚寝することに…ほろ酔い気分でエッチな雰囲気になり夜な夜なハメまくったあの日（12月12日、kawaii*）全7名
- ASMR 脳みそをとろっとろにさせる昇天淫語で前後左右からねっちょ～り密着挟み撃ち花魁VR 深田えいみ・渚みつき（12月20日、kawaii*）
- 本中10周年記念3Dバーチャルトリップ！！ 美少女中出し島VR！！ 10人のオマ○コをアナタだけが独り占め！！ハイクオリティハーレム中出し22連発SPECIAL！！（12月25日、本中）全11名
- 本当にあった！？モテモテフェロモン香水で塩対応おっパブ嬢をホレさせて中出し本番！！ 深田えいみ（12月27日、ワンズファクトリー）

### 2020年
- ツンな姉えいみ×デレな妹えいみから同時に前後左右に 囁かれながらノリノリで痴女られる夢の密着逆3P同棲生活 深田えいみ（1月16日、SODクリエイト）
- ベッドで寝オナニーする人向けの特化型VR！ 覆い被さり騎乗位満載！3シチュエーション全部射精有り！もう頭も姿勢も動かさないストレスフリーVRオナニーで痴女を堪能！ 深田えいみ（2月5日、PREMIUM VR）
- 人気シリーズがVRで初登場！男潮吹きそのまま挿入、スプラッシュ中出し！ メンズ最高快楽の「男潮吹き」中に即挿入で痴女られたらどうなってしまうのか！前代未聞の快感をアナタの体で体験せよ！ 深田えいみ（2月14日、ワンズファクトリー）
- 江戸遊郭で本当に行われていた極上性接待。超有名武家がハマった伝説の遊女えいみの日本史上最高のテクニック。（2月26日、KMPVR -bibi-）
- 共学初年度 元女子校に入学した男子は僕ひとり!? 先輩お姉さん達の部活勧誘がエロすぎて毎日金玉カラッカラ! 邪魔者一切なし! 1対9のハーレム学園天国!!（3月26日、kawaii*VR）
- クラブ逆ナンパVR 初めてのクラブで超可愛いヤリマンギャルと至近距離でダンスした後まさかの童貞喪失！！（4月1日、ムーディーズ）
- 洞窟に閉じ込められ絶体絶命…助けが来ると信じて毛布に包まって肌を寄せ合い超密着 体温を感じながら繋がり合ったアノ夜（4月9日、kawaii*VR）
- 地味だったあの娘たちが… どエロ痴女に! 挟み撃ちハーレム中出し逆3P 神宮寺ナオ・深田えいみ（4月16日、本中VR）
- HQVRで帰ってきた! 完全再現度アップ! リアル過ぎる制服見学店 マジックミラー越しに至近距離でパンチラ・胸チラ・疑似フェラ＆セックスをガン見!!（4月17日、kawaii*VR）全9名
- HQVRで覗きまくる!! 神出鬼没の超淫乱ゲリライベント スケスケのセーラー服でおっぱいポロン＆マンモロ! マジックミラー越しに制服美少女と疑似セックス（5月14日、kawaii*VR）全9名
- 超★絶景オナニーVR 股間ガン見! 顔ガン見! アナルガン見! ノーモザイク! カウントダウン! オナニー美女10名130分!（5月21日、CRYSTAL VR）全10名
- 本能剥き出し今までで一番激しくエロいSEXをする（5月27日、ROOKIE VR）
- 深田えいみの淫語と美顔面で婚前浮気!! テクニシャンブライダルエステ高画質VR（7月10日、MOODYZ VR）
- 歯磨きVR（7月21日、KMPVR）全8名
- Tバックに窒息するまで顔騎されるVR（8月12日、KMPVR）全7名
- 君色Life 突然僕の目の前に現れた君に僕は夢中になった…。深田えいみ（9月1日、KMPVR）
- 女子校生女体観察VR（9月12日、KMPVR）全9名
- 気が狂うほどの寸止めで大量発射！！3つ（家庭教師、エステティシャン、女上司）のシチュエーションで何度も何度も言葉責めを繰り返されて、最終的に発射させられちゃう超究極寸止めVR 深田えいみ（9月15日、ロイヤル）
- SEX自粛中にアナタのためにコツコツ膣トレーニングをしていた深田えいみの騎乗位天才VR！！～天井特化アングルSpecial～（10月6日、ムーディーズ）
- 深田えいみプレミアムVRの超お買い得ベスト！4SEXシーンをカット無し完全収録！ ガン見ポジション満載！VR新参入メーカー「プレミアム」を長尺161分でご賞味ください！（10月16日、プレミアム）
- 何も知らずに射精しても上質テクでバカバカ抜き続けるぶっこ抜きエステに迷い込んだボク 深田えいみ（10月23日、ワンズファクトリー）
- ストリップ劇場リアル再現！！ ストリッパーえいみに恋して 一目惚れした舞姫と楽日にホテルで中出しできた話（実話） 深田えいみ・宮野ゆかな・鈴菜愛音（10月27日、本中）全3名
- 脱がさずズラさずハメまくる新感覚コスチューム 逆バニー 深田えいみ（11月4日、ムーディーズ）
- 追いかけてレ○プして、そのまま中出し！（11月18日、ROOKIE）全9名
- 上司の巨乳捜査官と張り込み捜査を開始したアナタ！暑さで理性が狂っていき… 汗とフェロモンまみれの密室で使命を忘れてパイズリ・中出しSEXに没頭！もう犯人なんてどうでもイイ…ッ！ 深田えいみ（12月4日、PREMIUM VR）
- ランジェリーエロエロTバックVR（12月16日、ROOKIE）全9名

### 2021年
- 銀行強盗の人質になってしまった僕とえいみさん（新婚ほやほや）密着拘束されてるうちにムラムラしてしまい犯人の目を盗んでこっそりエロハプニング！！ 深田えいみ（1月8日、マドンナ）
- 国家的妊活プロジェクト発足！少子化対策の為に国から子作り相手がマッチングされる新法により、着床中出しS級インストラクターと共に、超かわいい女子が自宅に派遣され合法種付け中出し 林愛菜・深田えいみ（1月15日、Hunter）
- 冬山登山で深田先輩と遭難＆車中泊！ 「暖めないと凍えちゃうよ」エロ過ぎる先輩と密着してたらムクムク勃起！凍死目前セックスで中出しヤリまくった！ 深田えいみ（1月15日、PREMIUM VR）
- ほぼノーカット昔話VR 雪女 深田えいみ完全憑依 バーチャルホラーSEX体験（3月24日、MOODYZ）
- 定額挿れ放題！ 月々定額料金さえ支払えばいつでも深田えいみにサブスクSEXできる会社（4月19日、ROOKIE）
- あなたの精子が私の栄養になってるんだよ！！ プライベート完全再現！！ボクを好きすぎてボクなしじゃ生きられない深田えいみ（本人）とイチャラブごっくん同棲 笑顔でごっくん残さずごっくん毎日ごっくん。アナタの精子すっごく美味しいよ（4月28日、ワンズファクトリー）

## 出演

### ゲーム
- 新宿スカウトバトル（2019年12月2日、DMM GAMES） - メイドロイド空手の師範・深田えいみ 役[63]
- ゲオTVドアップ25【LIPパネル出題】二つ名は「追撃フェラモンスター」（2020年10月1日、ゲオTV）[64][65][66]
- 銀行マンの下剋上～バラ色人生を目指して～（2022年12月6日、AV GAMES、フュージョンプロジェクト）- 女上司・深田えいみ 役[67]
- 社長と美女たちの二重奏（2024年3月6日[68]、CREAM SOFT）- あかり 役[69]
- エルゴスム（2024年7月、gumi、CROOZ Blockchain Lab）- オトハ 役（声の出演）

### ラジオ
- OH！"ギリギリ"NIGHT!! ～深田えいみと生で大喜利しよ～（2020年9月20日、TOKYO FM）[70]

### トレーディングカード
- ジューシーハニー コレクションカード PLLUS#8（2020年10月24日、株式会社ミント） - 相沢みなみ、白石茉莉奈、浜崎真緒との共同作品

### 広告
- マッチングアプリPJ（2023年、エクリプス）公式アンバサダー[71]
- 包茎治療、早漏改善（2025年、FIN CLINIC）公式アンバサダー

## 出版

### コラム
- セクシー女優 深田えいみのお悩み相談（2020年3月2日[72] - 7月23日、KAI-YOU）

### 単行本
- ツイッタランドの大喜利お姉さん深田えいみの秘密（2020年10月28日、講談社）ISBN : 978-4065217436
- 大喜利お姉さん深田えいみの人生相談室（2021年2月17日、KADOKAWA）ISBN : 978-4046801364
- フツーにえいみ、フツーのえいみ（2021年3月18日、主婦の友社）ISBN : 978-4074460557[73]

### 写真集
- Eimiest　豪華愛蔵版（2021年4月25日、彩文館出版、撮影：斉木弘吉）ISBN 978-4775606377